# Fiesta (Milhaud)
Pour les articles homonymes, voir Fiesta.
Personnages
- Alonzo
- Fredo
- Le pêcheur
- Un gosse
- Un naufragé
- Une fille
- Un guitariste
- Les villageois

Fiesta est un opéra dont le livret a été écrit par Boris Vian en 1958. D'abord conçu comme un ballet à l'intention de Jean Babilée, le manuscrit qui portait le titre La Fête a donné lieu à un deuxième manuscrit sous forme de livret d'opéra dont la musique a été composée par Darius Milhaud.

## Description
L'argument, assez bref, présente deux amis  (Alonzo et Pedro) qui paressent sur la plage en buvant force bouteilles. Un gosse surgit pour les prévenir qu'une épave vient d'apparaître au loin et qu'il faut alerter le village. Il reçoit une claque pour avoir réveillé les deux compères. Mais un pêcheur du village, alerté,  entraîne deux villageois dans un barque. Tout le village se présente sur la plage, prêt à accueillir le naufragé. L'homme est réanimé, ce qui répand la joie. Les habitants du village se mettent à danser. Une fille portant la guitare de son amant arrive. Elle se met à danser aussi, de même que le naufragé gagné par l'allégresse générale. Mais le guitariste qui est l'amant de la fille se dresse devant le naufragé, ils se battent. Assommé, le guitariste disparaît. La fille danse avec le naufragé qui l'embrasse. Au même moment, le guitariste revient et poignarde le naufragé. La foule disparaît épouvantée, la musique s'arrête et les deux compères du début rejettent le corps du naufragé à la mer.

## Lieux de création et publications
Le spectacle a été créé  au  Deutsche Oper Berlin de Berlin  le 3 octobre 1958, repris à  Nice (Opéra de Nice) le 7 avril 1972. Une représentation spéciale a eu lieu le 3 avril 1965 à Strasbourg  (Opéra de Strasbourg) pour fêter les quatre-vingts ans de Darius Milhaud .
Le texte a été publié dès 1958 aux Éditions Heugel,  puis chez Christian Bourgois.  Il a ensuite fait l'objet d'un recueil intitulé Opéras, dans lequel on trouve encore Lily Strada en deux actes, Le Mercenaire. Ces textes sont réunis en Livre de Poche avec Le Chevalier de neige sous le titre : Le Chevalier de neige suivi de Opéras.